# Betty Friedanová
Betty Friedanová, rodným jménem Bettye Naomi Goldstein (4. února 1921 Peoria – 4. února 2006 Washington, D.C.) byla americká spisovatelka a feministická aktivistka. Její nejznámější prací je kniha The Feminine Mystique z roku 1963. V této knize Friedan kritizovala tradicionalistickou americkou společnost 50. let 20. století.
Pocházela z židovské rodiny z Illinois. Vystudovala psychologii na Smith College. Byla zakladatelkou a první prezidentkou National Organization for Women. Roku 1970, při příležitosti 50. výročí schválení 19. dodatku americké ústavy (přikázal státům umožnit ženám volební právo), organizovala celonárodní ženskou stávku za rovnost pohlaví, jíž se zúčastnilo na 20 000 žen, pochodu v New Yorku pak 50 000. Později založila National Association for the Repeal of Abortion Laws, organizaci bojující za legalizaci potratů. Angažovala se při schvalování dodatku ústavy, který by zaručoval ženám rovnost ve všech oblastech života. Ten prošel oběma komorami Kongresu, ale nebyl schválen, protože ho, i díky lobbingu konzervativních sil, neratifikovaly státy (uplynula maximální doba pro schválení). V 80. letech se stala kritičkou extrémních proudů ve feminismu, tuto kritiku soustředila především v knize The Second Stage z roku 1981.

### České překlady
- Feminine mystique, Praha, Pragma 2002.